# Bezirk Moesa
Der Bezirk Moesa (italienisch Distretto di Moesa, rätoromanisch District da la Moesa) war bis am 31. Dezember 2016 eine Verwaltungseinheit des Kantons Graubünden in der Schweiz. 
Er liegt auf der Alpensüdseite in der italienischen Schweiz und bestand aus den drei Kreisen Calanca, Misox und Roveredo. Die Kreise Misox und Roveredo umfassen im Wesentlichen das Misox, der Kreis Calanca das Calancatal. Am 1. Januar 2017 wurde er durch die Region Moesa ersetzt.
Namensgeber des Bezirks ist der Fluss Moesa.

## Die Gemeinden des ehemaligen Bezirks Moesa
| Wappen                 | Gemeindename           | PLZ        | Einwohner (31. Dezember 2023) | Fläche in km² | Einwohner pro km² | Kreis    |
| ---------------------- | ---------------------- | ---------- | ----------------------------- | ------------- | ----------------- | -------- |
| Buseno                 | Buseno                 | 6542       | 91                            | 11,15         | 8                 | Calanca  |
| Calanca                | Calanca                | 6543–6546  | 211                           | 37,72         | 6                 | Calanca  |
| Castaneda              | Castaneda              | 6540       | 262                           | 3,96          | 66                | Calanca  |
| Rossa                  | Rossa                  | 6548       | 161                           | 58,89         | 3                 | Calanca  |
| Santa Maria in Calanca | Santa Maria in Calanca | 6541       | 119                           | 9,31          | 13                | Calanca  |
| Lostallo               | Lostallo               | 6558       | 850                           | 50,87         | 17                | Misox    |
| Mesocco                | Mesocco                | 6563       | 1420                          | 164,77        | 9                 | Misox    |
| Soazza                 | Soazza                 | 6562       | 332                           | 46,42         | 7                 | Misox    |
| Cama                   | Cama                   | 6557       | 691                           | 14,99         | 46                | Roveredo |
| Grono                  | Grono                  | 6537       | 1023                          | 14,83         | 69                | Roveredo |
| Leggia                 | Leggia                 | 6556       | 138                           | 9,20          | 15                | Roveredo |
| Roveredo               | Roveredo               | 6535       | 2625                          | 38,80         | 68                | Roveredo |
| San Vittore            | San Vittore            | 6534       | 912                           | 22,06         | 41                | Roveredo |
| Verdabbio              | Verdabbio              | 6538       | 163                           | 13,09         | 12                | Roveredo |
| Total (14)             | Total (14)             | Total (14) | 8882                          | 496,06        | 18                |          |

## Veränderungen im Gemeindebestand

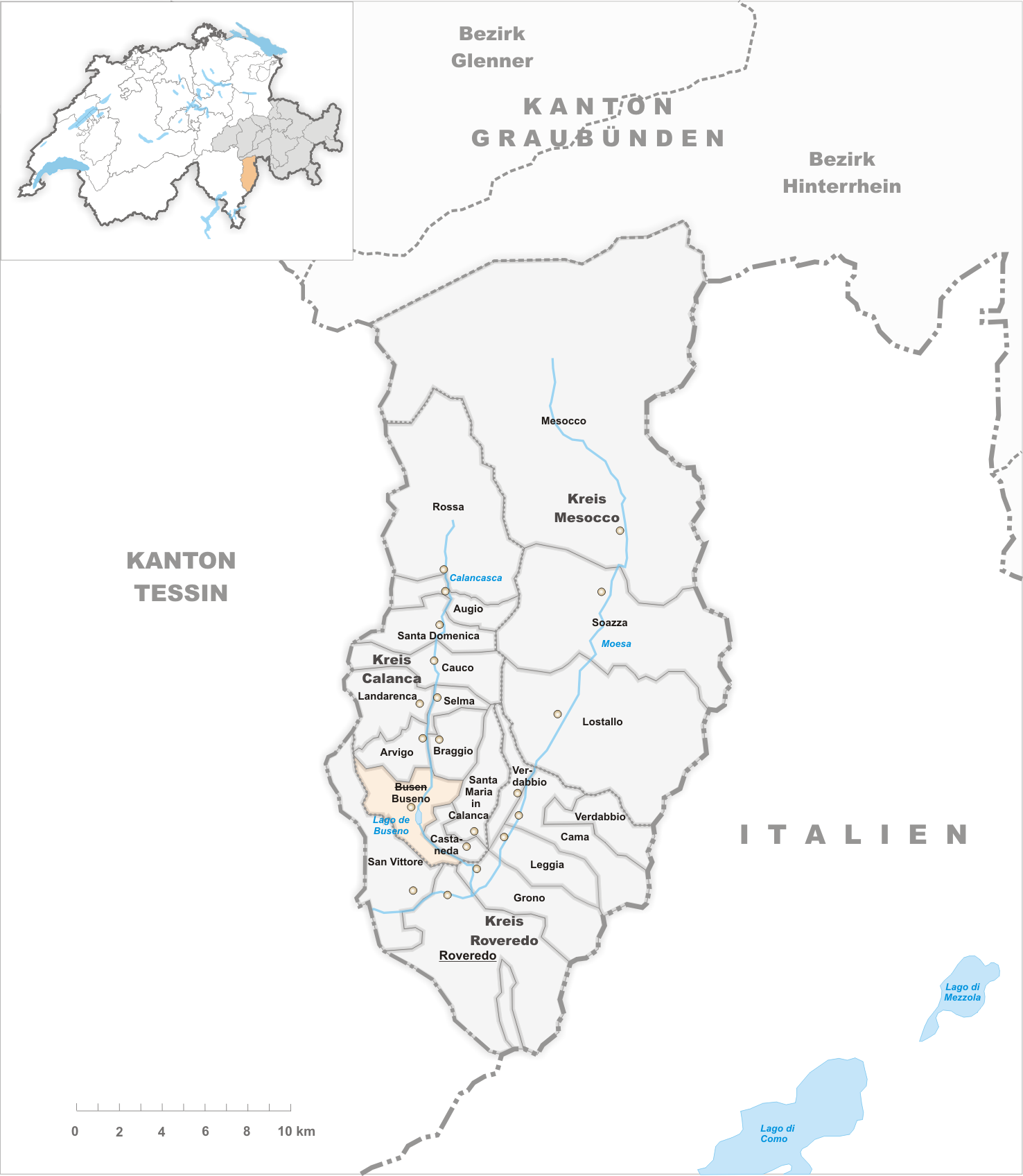
Gemeinden bis 1942
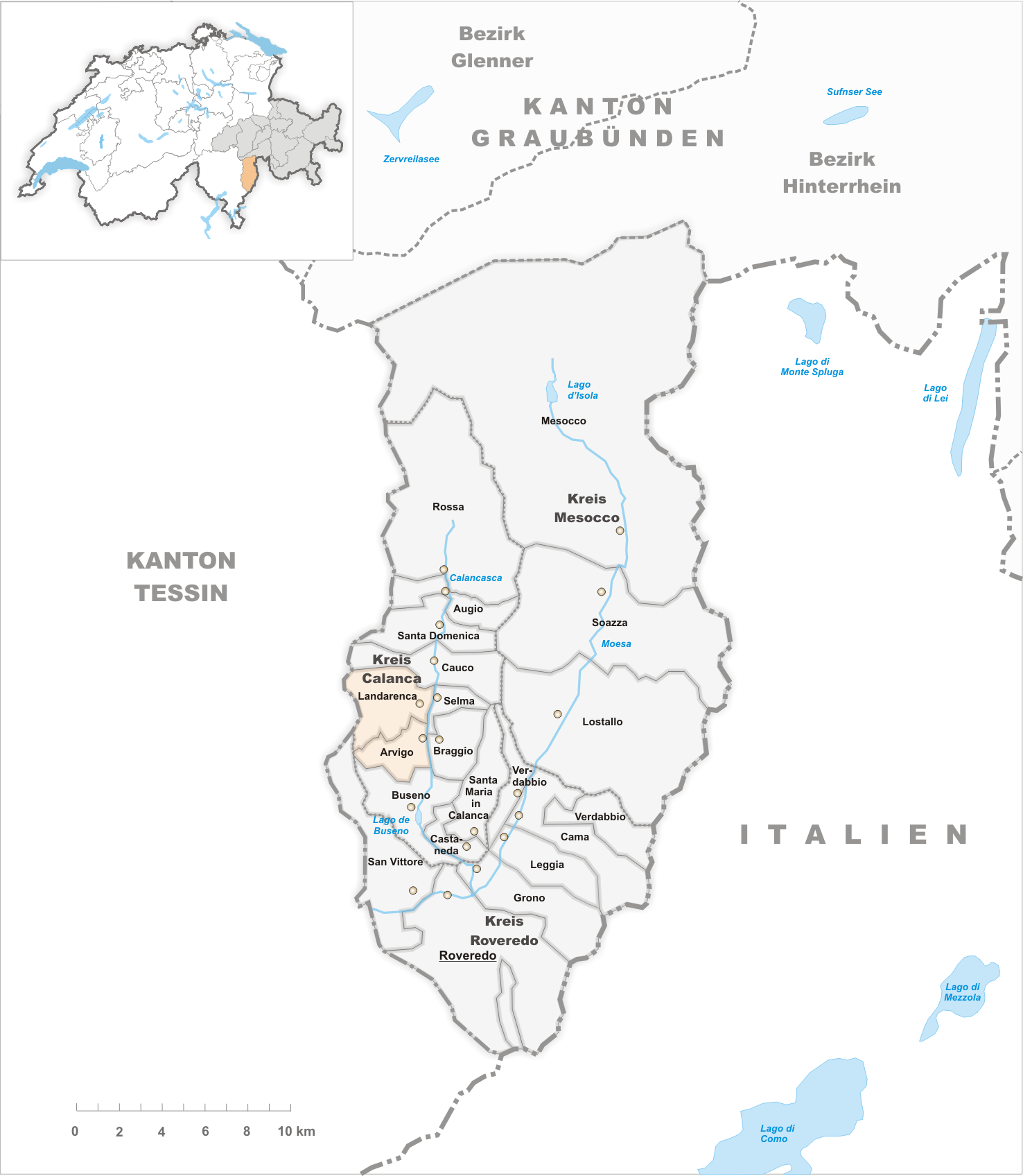
Gemeinden bis 1979
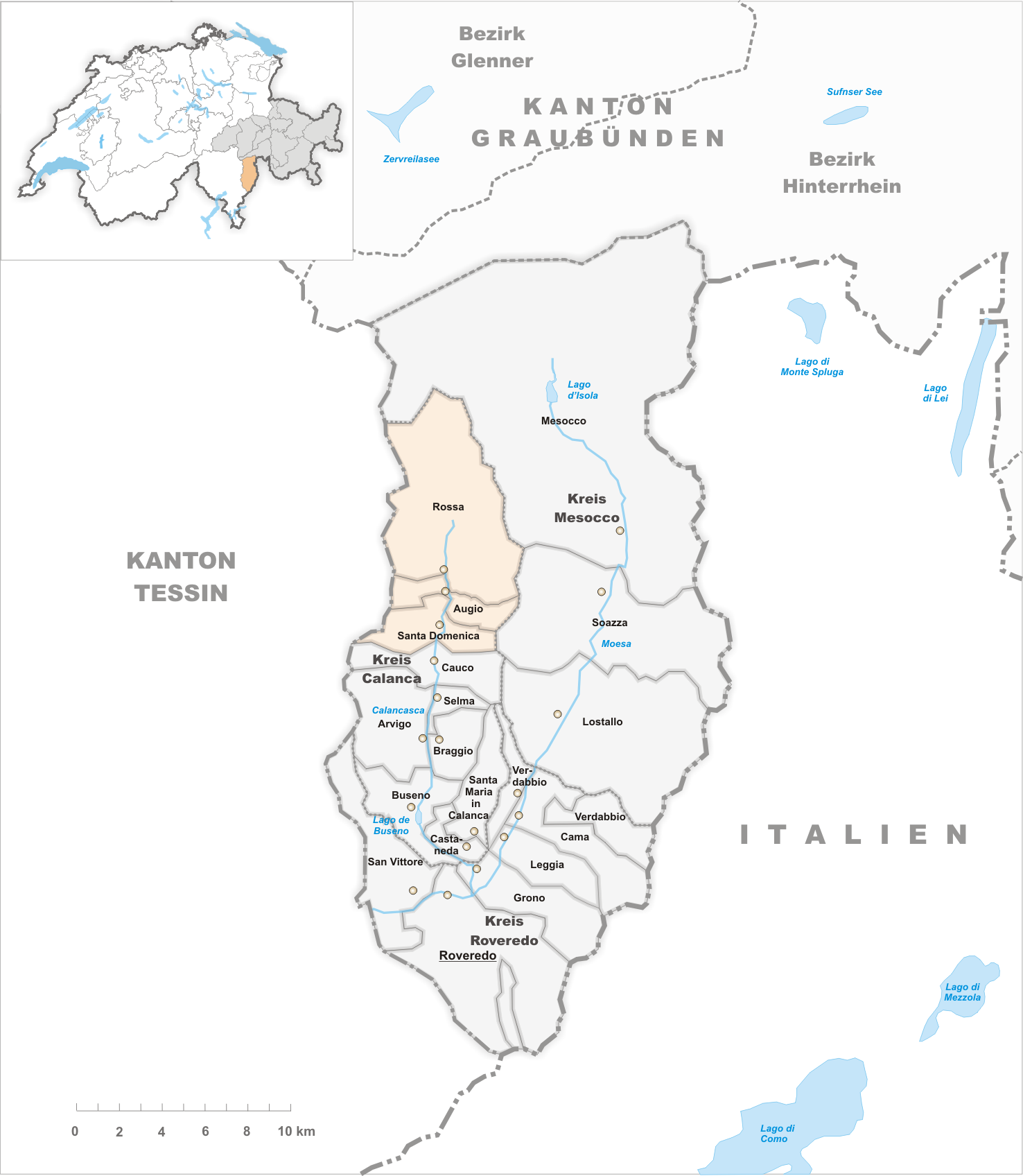
Gemeinden bis 1981
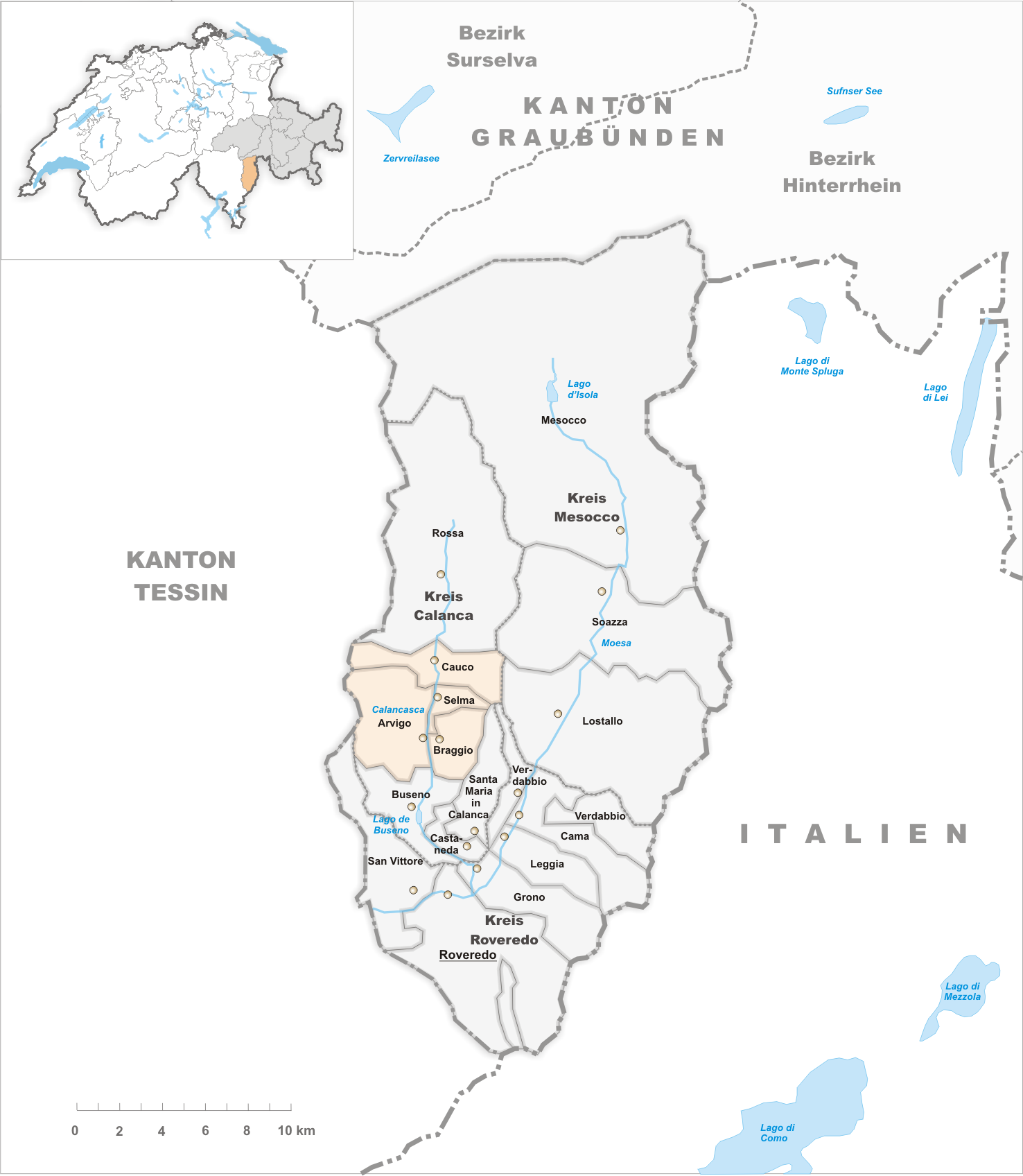
Gemeinden bis 2014

- 1943: Namensänderung von Busen → Buseno
- 1980: Fusion Arvigo und Landarenca → Arvigo
- 1982: Fusion Augio, Rossa und Santa Domenica → Rossa
- 2015: Fusion Arvigo, Braggio, Cauco und Selma → Calanca